# آتونکور
آتونکور (به فرانسوی: Attancourt) یک کمون در فرانسه است که در اوت-مارن واقع شده‌است. آتونکور ۱۰٫۰۲ کیلومتر مربع مساحت دارد ۱۵۹ متر بالاتر از سطح دریا واقع شده‌است.